# Bloedonderzoek
Bloedonderzoek is een algemene naam voor alle bepalingen die worden gedaan in van de patiënt afgetapt bloed. Bloedonderzoek wordt in de gezondheidszorg vaak uitgevoerd om de fysiologische en biochemische status van de patiënt te achterhalen, zoals ziekte, mineraalgehalte, effectiviteit van een geneesmiddel en orgaanfunctie. Bloedonderzoek wordt ook toegepast bij drugstests om drugsmisbruik op te sporen.

## Methode
Veneuze bloedafname gebeurt door een holle naald in een bloedvat te brengen en het bloed in een gedeeltelijk vacuüm gezogen buisje te laten lopen. Vroeger werd het ook wel opgezogen met een spuit, maar deze techniek is voor routinematig gebruik niet veilig en wordt behalve onder bijzondere omstandigheden nog maar zelden toegepast. Voor het afnemen van bloed wordt bij voorkeur een van de aders in de elleboogplooi gebruikt, bijvoorbeeld de vena antecubiti. Om te zorgen dat de ader goed gevuld is, en daardoor makkelijker aan te prikken, wordt gebruikgemaakt van een stuwband die de veneuze terugvloed van het bloed wel, maar de arteriële aanvoer van het bloed niet belemmert. Bij kinderen wordt vaak een vingerprik en bij baby's een hielprik toegepast om bloed te verkrijgen, dat opgevangen wordt in een bloedcontainer. 

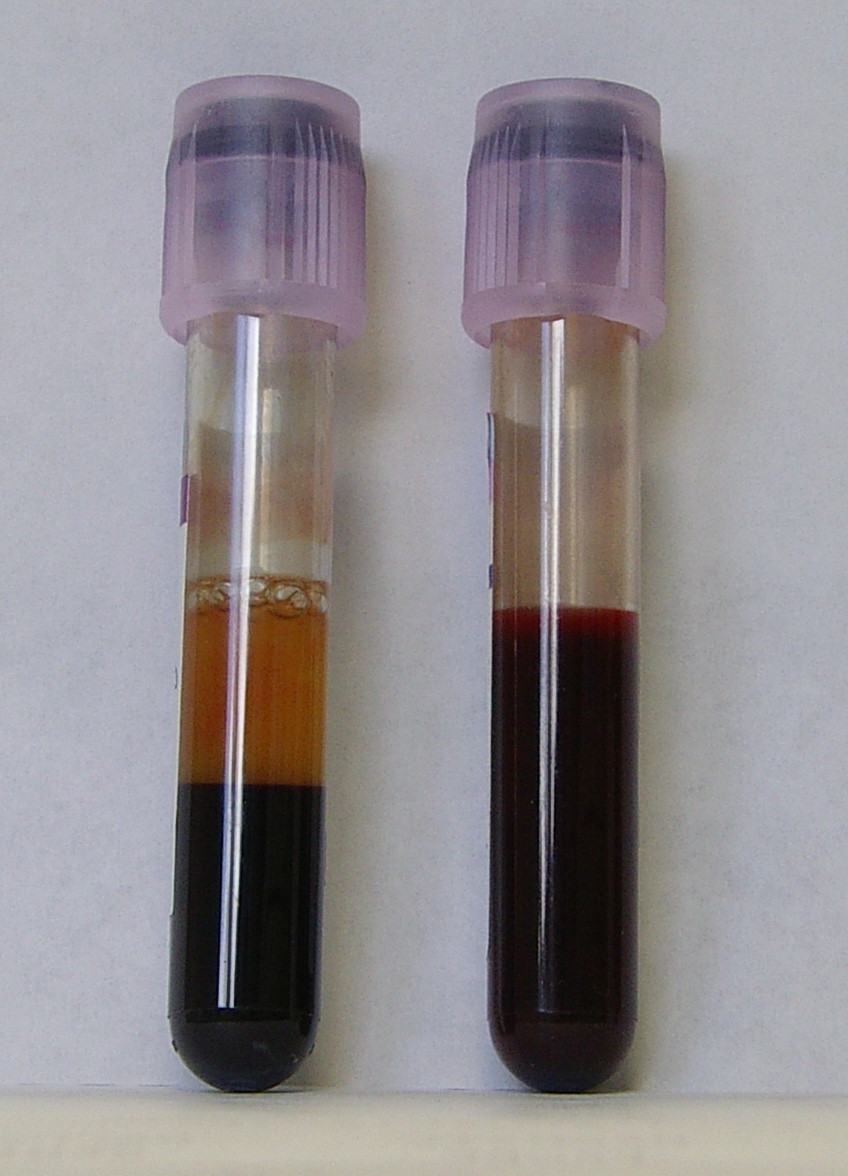
Het bloed is onstolbaar gemaakt door toevoeging van EDTA; waarna het gecentrifugeerd is; alle cellen liggen op de bodem. De cellen vullen ongeveer de helft van het buisje, de hematocriet is dus ongeveer 0,5 L/L. De gele vloeistof die daar op ligt is plasma.

In de bloedafnamebuis bevindt zich meestal een stof (anticoagulans), zoals heparine, EDTA of citraat, die het bloed vloeibaar zal houden. Welke buis gebruikt wordt hangt af van het aangevraagde onderzoek. Als er geen anticoagulans in de buis aanwezig is zal het bloed stollen, zodra het in contact komt met de wand van de buis. Voor veel onderzoeken moeten de bloedcellen verwijderd worden van het waterige gedeelte van het bloed. Als gestold bloed wordt afgedraaid heet dit gedeelte serum, als vloeibaar (ontstold) bloed wordt afgedraaid, dan wordt plasma verkregen. Als de cellen in het bloed geanalyseerd moeten worden, wordt het ontstolde bloed (EDTA-bloed) niet gecentrifugeerd.
Bloed kan klinisch ook arterieel worden afgenomen en de laatste jaren steeds meer capillair bloed uit een haarvat via een vingerprik bij zelfcontrole.

## Soorten bepalingen
Er zijn verschillende soorten bloedonderzoek te onderscheiden die uitgevoerd worden in een klinisch chemisch, microbiologisch of klinisch farmaceutisch laboratorium.
- hematologisch bloedonderzoek, waarbij op de aantallen, de aard en de eigenschappen van de bloedcellen wordt gelet; en
- biochemisch of klinisch chemisch bloedonderzoek, waarbij van allerlei stoffen de hoeveelheid wordt bepaald, vooral stoffen
  - die in het bloed een functie hebben, zoals albumine,
  - die een afvalproduct zijn van de stofwisseling, zoals creatinine,
  - die een maat zijn voor celbeschadiging, zoals ASAT en LDH,
  - die een substraatfunctie in het lichaam hebben, zoals glucose en cholesterol,
  - die een signaalfunctie hebben (hormonen) zoals TSH
  - die als geneesmiddel zijn toegediend, zoals digoxine
  - die als merkerstof kunnen wijzen op sommige tumoren, zoals CEA en CA 15-3
- serologisch onderzoek, waarbij meestal wordt gekeken naar antistoffen tegen allerlei ziekteverwekkers of allergenen.
- microbiologisch onderzoek, waarbij naar verwekkers (bacteriën en virussen) zelf wordt gezocht
- onderzoek in het laboratorium van de ziekenhuisapotheek, waarbij onderzoek wordt gedaan naar lichaamsvreemde stoffen, oftewel stoffen die van nature niet in het lichaam thuishoren.
  - geneesmiddelen, ter ondersteuning van de therapie, bijvoorbeeld om een doseeradvies te kunnen geven aan de arts.
  - allerlei geneesmiddelen en andere lichaamsvreemde stoffen die ten gevolge van een intoxicatie (vergiftiging) in het lichaam terecht zijn gekomen.

Er zijn vele honderden mogelijkheden voor wat er allemaal in bloed te onderzoeken is. Een arts is aanvrager van bloedonderzoek, die naar aanleiding van de klachten of conditie van de patiënt een weloverwogen keuze moet maken welke bepalingen zinvol zijn om de patiënt optimaal te kunnen behandelen. De bepalingen in het laboratorium worden uitgevoerd door medisch analisten onder verantwoordelijkheid van een klinisch chemicus.
Anders dan veel mensen denken is het meestal niet mogelijk om in het bloed te zien of er een kwaadaardige tumor aanwezig is, namelijk alleen als de tumor een bepaalde stof afscheidt die normaal niet in het bloed aanwezig is, wat verreweg de meeste tumoren niet doen.

## Normaal en abnormaal
Wat normaal is wordt in de praktijk statistisch bepaald. De normale waarden van een bepaling worden verkregen door bij een aantal gezonde mensen de bepaling uit te voeren en te kijken in welke gebied de uitkomsten vallen. De grenzen worden dan zo gekozen dat de laagste 2,5% en de hoogste 2,5% (of een vergelijkbare drempel) erbuiten vallen. Dit wil dus zeggen dat ook onder gezonde mensen er een kans van 1 op twintig is dat een gegeven bepaling, let wel iedere bepaling, te hoog dan wel te laag zal uitvallen, zonder dat er een reden is om aan te nemen dat die persoon ziek is. Sterker nog: als men bij een willekeurig persoon 20 bepalingen aanvraagt, is de kans dat er een abnormale uitslag bij zit (1-0,9520)ongeveer gelijk aan 63%. Het interpreteren van normale en abnormale uitslagen vergt dus veel kennis over de bepalingen, alsook de storende invloeden op de testen. Dit is het werkterrein van de klinisch chemicus.
Bloedspiegel is de medische term voor de concentratie van een bepaalde stof in het bloed. De term wordt gebruikt voor zowel lichaamseigen stoffen, zoals glucose, als voor lichaamsvreemde stoffen, zoals geneesmiddelen. In beide gevallen zijn er tabellen opgesteld met normale waarden en afwijkende waarden. Bij afwijkende waarden kan er sprake zijn van een ondergrens en een bovengrens, die aan de betreffende stof wordt gesteld. Bloedspiegels spelen ook een rol bij het onderzoek naar alcohol, drugs en doping. Bloedspiegels geven via het laboratorium een spiegel van het lichaam.

Sommige medicatie is niet goed te doseren zonder bepaling van de spiegel; zoals fenytoïne, Lithiumcarbonaat. Van antistolling moet geregeld het effect op het bloed gemeten worden.
Er dient goed onderscheid gemaakt te worden tussen bloedspiegels en plasmaspiegels.
Zo zijn de bloedsuikerspiegels in bloedplasma gemiddeld 10 tot 15% hoger dan de bloedspiegel.
De laatste jaren wordt het zelf door de patiënt bepalen van de bloedspiegel populair. Dit gebeurt al op grote schaal bij diabetes mellitus, en ook bij nierziekten.